# Wickham (Quebec)
Wickham es un municipio canadiense situado en la provincia de Quebec.

## Superficie
Wickham tiene una superficie de 98,63 km².

## Demografía
En 2021, tenía 2587 habitantes, una densidad poblacional de 26,2 hab./km², y 1074 viviendas.